# Gerardo Martínez (futbolista argentino)
Gerardo Daniel Martínez (Moreno, Provincia de Buenos Aires, Argentina, 11 de abril de 1991) es un futbolista argentino. Juega como mediocentro defensivo, debutó en Morón. Su equipo actual es Midland de la Primera C de Argentina.
Enganche, de muy buena pegada y gambeta, elegante manejando el mediocampo. Es el típico clásico 'número 10', que según medios nacionales, su estilo de juego es muy similar al de Juan Román Riquelme. Se lo caracteriza por sus goles de tiro libre y goles pateando desde media cancha. 
En el Deportivo Morón, institución de la cual es considerado referente e ídolo, logró ascender de la Primera B Metropolitana a la Primera Nacional en el año 2017 tras estar en la B Metropolitana desde el 2000. Fue una de las figuras de aquél campeonato, marcando varios goles (dos de ellos desde la mitad del campo). Fue también participante de la importante Copa Argentina que disputó Morón en la edición del año 2017, quedando en las puertas de disputar la Copa Libertadores tras caer en semifinales frente al River Plate de Marcelo Gallardo. En el retorno del Deportivo Morón a la segunda división anotó dos goles (ambos desde afuera del área).

## Trayectoria
Realizó las divisiones menores en Deportivo Morón.
A mediados del 2012 se va a préstamo por un temporada al Club de Deportes Cobresal y jugó un total de 26 partidos.
A mediados del 2015 volvió a emigrar. Esta vez se fue a préstamo por 6 meses a Ecuador para jugar por Técnico Universitario.
A su regreso del préstamo volvió al Deportivo Morón, logrando el Campeonato de la Primera B Metropolitana 2016/17, donde fue una de las principales figuras del equipo que consiguió el ascenso a la Primera Nacional después de 17 años estando en la tercera categoría.
A mediados del 2019 firmó por Universidad Técnica de Cajamarca para jugar la Liga1 (Perú). En la fecha 07 del Torneo Clausura le anotó un gol de Tiro libre a Pedro Gallese arquero de Alianza Lima en un partido que terminó empate 1-1.

## Clubes
| Club                       | País      | Año         |
| -------------------------- | --------- | ----------- |
| Deportivo Morón            | Argentina | 2009 - 2012 |
| Cobresal                   | Chile     | 2012 - 2013 |
| Deportivo Morón            | Argentina | 2013 - 2015 |
| Técnico Universitario      | Ecuador   | 2015        |
| Deportivo Morón            | Argentina | 2016 - 2018 |
| Tristán Suárez             | Argentina | 2018 - 2019 |
| Univ. Técnica de Cajamarca | Perú      | 2019 - 2020 |
| Manta F. C.                | Ecuador   | 2021        |
| Midland                    | Argentina | 2022 - act. |

- Datos: Q950871